# Marius Möchel
Marius Möchel (* 28. Mai 1991 in Nürnberg) ist ein ehemaliger deutscher Eishockeyspieler, der im Verlauf seiner aktiven Karriere zwischen 2007 und 2024 unter anderem  523 Spiele für die Hamburg Freezers, Nürnberg Ice Tigers und Grizzlys Wolfsburg in der Deutschen Eishockey Liga (DEL) auf der Position des Verteidigers bestritten hat. Sein Stiefbruder Niklas Treutle ist ebenfalls professioneller Eishockeyspieler.

## Karriere
Möchel spielte zunächst für den EHC 80 Nürnberg aus seiner Geburtsstadt. Dort war er bis 2007 aktiv, ehe er in den Nachwuchsbereich der Starbulls Rosenheim wechselte. Für Rosenheim war er zunächst in der Deutschen Nachwuchsliga aktiv, ehe er 2009 sein Debüt im Oberliga-Kader der Starbulls gab. In der Saison 2009/10 feierte er als Stammspieler schließlich den Gewinn der Oberliga-Meisterschaft und den damit verbundenen Aufstieg in die 2. Bundesliga.
Neben seinen ersten Einsätzen für Rosenheim in der 2. Bundesliga kam Möchel in der Saison 2010/11 durch eine Förderlizenz zu zwei Spielen für den EHC Red Bull München in der Deutschen Eishockey Liga (DEL). Zur Spielzeit 2011/12 wechselte er dauerhaft in die DEL, wo er einen Vertrag bei den Hamburg Freezers unterzeichnete. Im April 2014 erhielt er einen Vertrag bei den Nürnberg Ice Tigers und kehrte damit in seine Geburtsstadt zurück.
Zwischen 2018 und 2020 spielte Möchel für die Grizzlys Wolfsburg, bei denen er in 60 Einsätzen sechs Tore und elf Vorlagen erzielte. Aufgrund einer im Herbst 2019 erlittenen Handverletzung, die einen operativen Eingriff erforderte, kam er in der Saison 2019/20 nur auf 25 Spiele. Anschließend war der Abwehrspieler vereinslos, ehe er Ende Oktober zum VER Selb in die Oberliga wechselte. Mitte Dezember 2020 erhielt Möchel einen Vertrag bei den Schwenninger Wild Wings, die er im Oktober 2022 auf eigenen Wunsch wieder verließ. Wenige Tage später gaben die Starbulls Rosenheim aus der drittklassigen Oberliga seine Verpflichtung bekannt, mit denen ihm am Saisonende der Meisterschaftsgewinn und damit verbundene Aufstieg in die DEL2 gelang. Im Juli 2024 musste der 33-Jährige seine aktive Karriere verletzungsbedingt frühzeitig beenden.

### International
Möchel spielte bei der U20-Junioren-Weltmeisterschaft 2011 im US-amerikanischen Buffalo für die deutsche U20-Nationalmannschaft. Beim Abstieg der Deutschen aus der Top-Division kam der Stürmer in sechs Turnierspielen zum Einsatz und erzielte dabei einen Treffer.

## Erfolge und Auszeichnungen
- 2010 Oberliga-Meister und Aufstieg in die 2. Bundesliga mit den Starbulls Rosenheim
- 2023 Oberliga-Meister und Aufstieg in die DEL2 mit den Starbulls Rosenheim

## Karrierestatistik

### International
Vertrat Deutschland bei:
- U20-Junioren-Weltmeisterschaft 2011

(Legende zur Spielerstatistik: Sp oder GP = absolvierte Spiele; T oder G = erzielte Tore; V oder A = erzielte Assists; Pkt oder Pts = erzielte Scorerpunkte; SM oder PIM = erhaltene Strafminuten; +/− = Plus/Minus-Bilanz; PP = erzielte Überzahltore; SH = erzielte Unterzahltore; GW = erzielte Siegtore; 1 Play-downs/Relegation; Kursiv: Statistik nicht vollständig)